# British Armed Forces
De British Armed Forces, of His Majesty's Armed Forces en soms Armed Forces of the Crown is de krijgsmacht van het Verenigd Koninkrijk, en omvat de Royal Navy (zeemacht), de British Army (landmacht) en de Royal Air Force (luchtmacht). Met een gerapporteerde sterkte van 429.500 in 2006 (195.900 in reguliere dienst, 191.300 in reguliere reserve en 42.300 in vrijwillige reserve), zijn de Britse strijdkrachten een van de grootste legers van Europa, maar slechts de nummer 28 van de wereld. De Britse strijdkrachten hebben echter de op twee na hoogste uitgaven van elk leger in de wereld en deze hoge uitgave ten opzichte van het aantal personeelsleden, onderzoek, ontwerp en bijhouden van defensie-uitrusting betekent dat ze een van de sterkste en technologisch meest geavanceerde legers ter wereld zijn. De Commander-in-Chief is formeel de Britse monarch, King Charles III. De facto berust de macht over de strijdkrachten echter bij de premier en de minister van defensie, en het is de premier die indien nodig beslist over de daadwerkelijke inzet van de strijdkrachten. De leiding over de dagelijkse gang van zaken berust bij de Defensieraad (Defence Council) van het ministerie van Defensie.
De Britse strijdkrachten zijn belast met de bescherming van het Verenigd Koninkrijk en zijn overzeese territoria, het bevorderen van de bredere veiligheidsbelangen van het Verenigd Koninkrijk, en het ondersteunen van internationale vredesmissies. Ze nemen actief en regelmatig deel aan de NAVO en in operaties van coalities.
Recente operaties zijn onder meer de oorlogen in Afghanistan en Irak (respectievelijk 2001 en 2003), interventie in Sierra Leone (2000) en continue vredesmissies in de Balkan en Cyprus. Overzeese garnizoenen en faciliteiten bevinden zich op Ascension, in Belize, Brunei, Canada, Diego Garcia, Falklandeilanden, Duitsland, Gibraltar, Kenia en de zogeheten Sovereign Base Areas op Cyprus.

## Geschiedenis

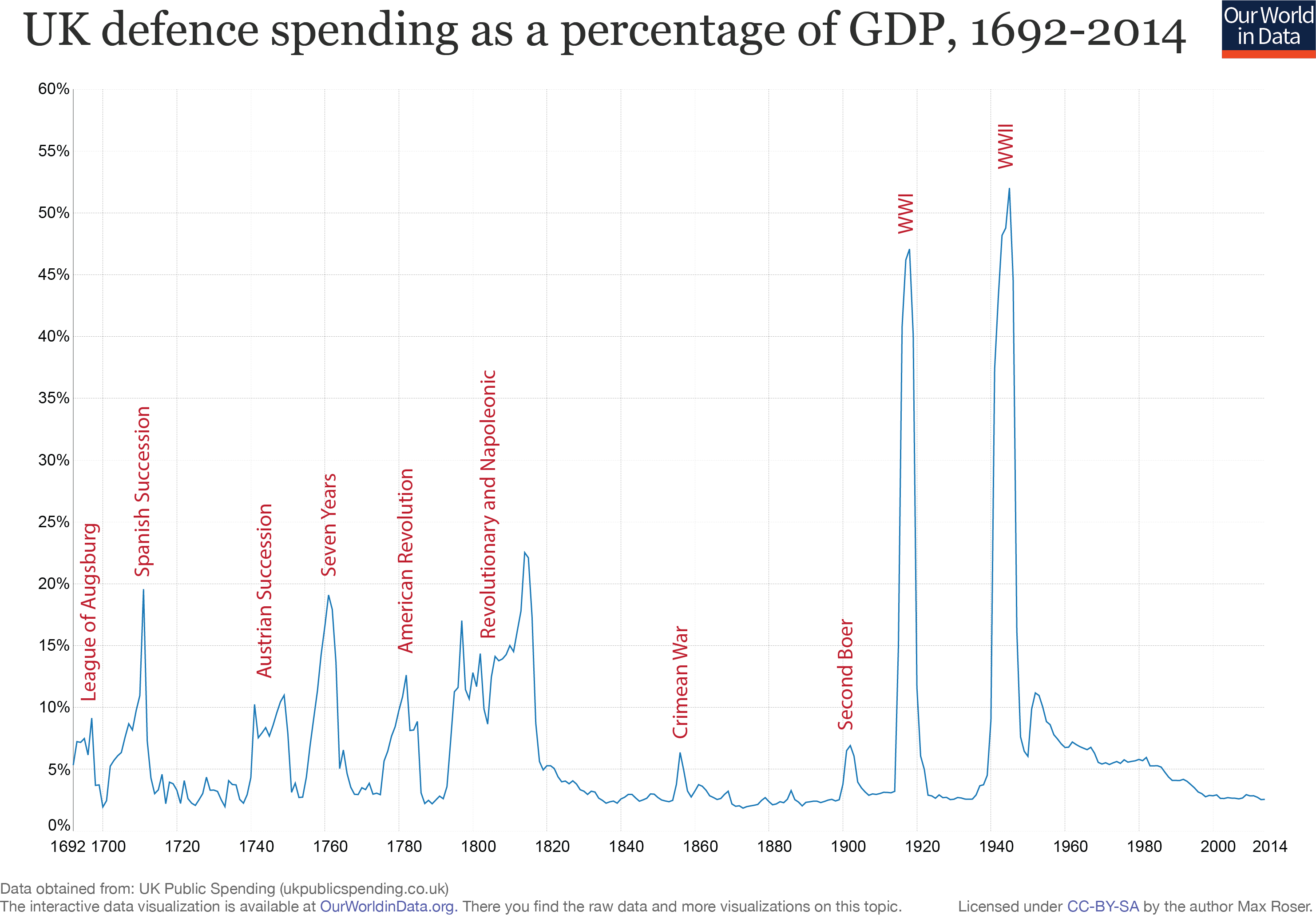
Defensie-uitgaven in het VK

### Oorsprong
De Britse militaire geschiedenis is lang, complex en is van zeer grote invloed geweest op de wereldgeschiedenis. Belangrijke conflicten waar Britse troepen aan meededen waren de Zevenjarige Oorlog en de napoleontische oorlogen van de 18e eeuw/19e eeuw, De Krimoorlog van halverwege de 19e eeuw en de Eerste en Tweede Wereldoorlog van de 20e eeuw. Het Britse Rijk, dat zijn hoogtepunt bereikte in de jaren twintig, was het grootste rijk in de geschiedenis. Bijna een derde van de wereldbevolking viel onder de Britse Kroon en het Britse Rijk beheerste een kwart van al het land op de wereld.
De huidige structuur van het defensiemanagement in het Verenigd Koninkrijk ontstond in 1964 toen het hedendaagse Ministry of Defence (MoD) werd gevormd. Een vroegere vorm bestond al sinds 1940. Het MoD nam de taken van de Admiraliteit, het War Office en het Air Ministry over.

### Koude Oorlog
Na de Tweede Wereldoorlog verminderde de economische en politieke invloed van het Verenigd Koninkrijk in de wereld. Ook veranderde de houding van de Britse maatschappij en regering ten opzichte van het leger. Dit alles kreeg zijn weerslag op de wereldwijde rol van de Britse krijgsmacht. De verminderde macht van het Verenigd Koninkrijk werd dramatisch duidelijk door haar politieke nederlaag tijdens de Suezcrisis van 1956. Het 1957 Defence White Paper besloot de dienstplicht af te schaffen en de grootte van de krijgsmacht in te perken van 690.000 naar 375.000 manschappen in 1962. Zoekend naar goedkopere opties dan het op de been houden van een groot conventioneel leger, nam de regering de doctrine van de nucleaire afschrikking aan. Het kernwapenarsenaal bestond in eerste instantie uit vrijevalbommen, af te werpen door de RAF, maar deze werden opgevolgd door de ballistische raket Polaris met kernkop. Terwijl toezeggingen werden gedaan aan de Verenigde Staten dat het Verenigd Koninkrijk aanwezig zou blijven ten oosten van Suez, werd in de jaren zestig een proces van geleidelijke terugtrekking uit de oostelijke gebieden in gang gezet, vooral om economische redenen. Midden jaren zeventig waren permanent geplaatste troepen teruggetrokken uit Aden, Bahrein, Maleisië, Mauritius, Oman, Sharja en Singapore. Afspraken met Malta (verlopen in 1979) en Zuid-Afrika (afgebroken in 1975) eindigden ook.
Met een permanente aanwezigheid ten oosten van Suez effectief teruggebracht tot Hongkong en Brunei, heroriënteerde de krijgsmacht zich op de verantwoordelijkheden toegewezen aan de diensten tijdens de Koude Oorlog. Substantiële detachementen werden ter beschikking gesteld aan de NAVO in Europa en op andere plekken. Tegen 1985 was er 72.929 man personeel gestationeerd in continentaal Europa. De British Army of the Rhine en RAF Germany waren daardoor de grootste en belangrijkste overzeese troepenmachten die de Britse krijgsmacht had gedurende deze periode. De marine specialiseerde zich in antionderzeebootoorlogvoering, met een speciale focus op het onderscheppen van Sovjetonderzeeërs in de oostelijke Atlantische Oceaan en de Noordzee. In het proces van deze overgang en door economische terugval werden tussen 1967 en 1984 vier conventionele vliegdekschepen en twee voor commando-operaties omgebouwde vliegdekschepen uit dienst genomen. Met het afbreken van het project CVA-01, werden drie STOVL-vliegdekschepen van de Invincible-klasse hun uiteindelijke vervanging.
Terwijl deze focus op NAVO-verplichtingen tijdens de jaren zeventig aan belang won, doemden de relatief kleine conflicten in Noord-Ierland en Oman op als de primaire operationele bezigheden van de Britse krijgsmacht. Deze conflicten volgden op een uitbraak van onvrede tegen de Britse koloniale bezetting van Aden, Cyprus, Kenia en Maleisië. De Konfrontasi, een niet formeel verklaarde oorlog met Indonesië omtrent Borneo, dook ook op en aanhoudende onvrede onder de bevolking in het afnemende aantal Britse koloniën vereisten vaak militaire bijstand.

### Recente historie
Na het einde van de Koude Oorlog vonden binnen de Britse krijgsmacht drie grote hervormingen plaats. De conservatieve regering ontwierp in de jaren negentig de herziening Options of Change, inspelend op het "vredesdividend" dat aan het einde van de Koude Oorlog te incasseren zou zijn. Alle drie krijgsmachtonderdelen ondergingen grote reducties in manschappen, materieel en infrastructuur. Hoewel de Sovjet-Unie uit elkaar was gevallen, werd een gereduceerde strijdmacht in Duitsland gehandhaafd, als British Forces Germany. Ervaringen tijdens de Eerste Golfoorlog leidden tot nieuwe pogingen om de verschillende onderdelen beter te laten samenwerken en in 1996 werd het Permanent Joint Headquarters opgericht.
Sinds het einde van de Koude Oorlog wordt een groeiende internationale rol voor de Britse krijgsmacht nagestreefd. Dit heeft ertoe geleid dat de krijgsmacht vaak een belangrijk onderdeel vormt van vredesmissies onder de vlag van de Verenigde Naties en de NAVO en andere multinationale operaties. Voortdurende onderbemanning en gereduceerde omvang van de krijgsmacht heeft de laatste jaren echter tot "overstretching" geleid. Er zijn moeilijkheden bij het behouden van personeel, dat geheel uit vrijwilligers bestaat, en dus ook bij het nakomen van militaire verplichtingen.
De Strategic Defence Review - omschreven als "geleid door buitenlandse politiek" - werd in 1998 gepubliceerd. Expeditionaire oorlogvoering en integratie van de drie onderdelen stonden centraal in deze herziening, waarin gezocht werd naar mogelijkheden om de efficiëntie te verbeteren en de kosten te drukken door bepaalde diensten te combineren. De meeste helikopters werden onder een enkel commando geplaatst en in 2000 werd een Joint Force Harrier opgericht, die de Harrier-vloot van de Royal Navy en de RAF omvatte. Een Joint Rapid Reaction Force werd in 1999 opgericht, met significante diensten van alle drie de krijgsmachtonderdelen.
De grootste herstructurering van na 11 september 2001 werd aangekondigd in de herstructureringsoperatie Delivering Security in a Changing World: Future Capabilities van 2004, met een doorgezette visie van mobiliteit en expeditionaire oorlogen zoals neergezet in de SDR. In toekomstige uitrustingsprojecten komt deze koers tot uiting, inclusief de aanschaf van twee grote vliegdekschepen en een serie van middelgrote voertuigen voor het leger. Reducties in mankracht, materieel en infrastructuur werden ook aangekondigd. De beslissing om de reguliere infanterie van het leger te reduceren van 40 tot 36 bataljons en het samenvoegen van de enkel-bataljons regimenten waren controversieel, met name in Schotland en bij voormalige soldaten.

## Huidige sterkte
Het Verenigd Koninkrijk heeft een van de krachtigste, technologisch meest geavanceerde en veelzijdige krijgsmachten ter wereld. Het militaire budget staat op de derde plaats in de wereldranglijst, maar de personele omvang op de 29e plaats. Het staat op de tweede plaats met uitgaven voor militair technologisch onderzoek. Ondanks de brede mogelijkheden is in de recente defensiepolitiek vastgelegd dat alle grote operaties in het kader van een coalitie zullen worden uitgevoerd. Bosnië, Kosovo, Afghanistan en Irak mogen in dat licht bekeken worden. De laatste grootschalige eenzijdige operatie van de Britten was de Falklandoorlog van 1982, hoewel daarbij steun van Amerikaanse spionagesatellieten werd gebruikt.
De Royal Navy is in termen van tonnage de op een na grootste marine in de wereld, met 88 schepen in dienst. De Naval Service (die de Royal Navy en de Royal Marines overkoepelt) had in juli 2006 een sterkte van 35.470 man en is belast met het beheer en de inzet van het nucleaire arsenaal, bestaande uit vier Trident-raket uitgeruste Vanguard-klasse nucleaire onderzeeërs, terwijl de Royal Marines commando-eenheden leveren voor amfibische aanvallen en voor specialistische ondersteuning binnen en buiten het NAVO-gebied. Volgens dezelfde bron had de British Army een sterkte van 100.010, terwijl de Royal Air Force een sterkte had van 45.210. Dit brengt het totaal op 180.690 mannen en vrouwen (9%). Dit aantal wordt gesteund door de reservetroepen, waaronder 35.000 van de Territorial Army. Het totale aantal van dienend personeel, inclusief alle reserves, ligt daardoor in de buurt van de 225.000.
Een rapport uit september 2024 van het Hogerhuis schetst echter een ontnuchterend beeld van de slagkracht van het leger: “De Britse strijdkrachten missen de omvang, veerkracht en interne samenhang die nodig zijn om een afschrikkend effect te behouden en effectief te reageren op langdurige en intensieve oorlogsvoering.”

## Structuur

### Commando-organisatie
Als staatshoofd, is de Britse monarch, koning Charles III, formeel de "Commander-in-Chief of the Armed Forces", de opperbevelhebber. De facto ligt het bevel bij de premier en het kabinet. Het Ministry of Defence is het regeringsdepartement en het hoogste niveau in het militair hoofdkwartier, belast met het formuleren en uitvoeren van het defensiebeleid voor de krijgsmacht. In 2006 had het 103.930 burgers in dienst. Het departement wordt geleid door de Secretary of State for Defence en heeft drie onderposten: Minister of State for the Armed Forces, Minister for Defence Procurement en Minister for Veterans' Affairs.
De verantwoordelijkheid voor het management van de strijdmachten is gedelegeerd aan een aantal commissies: de Defence Council, Chiefs of Staff Committee, Defence Management Board en drie enkeldienstscommissies. De Defence Council, bestaande uit de hoogste rangen van de verschillende krijgsmachtonderdelen en het ministerie, verleent de "formele wettelijke basis voor de uitvoer van de defensie". De drie andere commissies, Admiralty Board, Army Board en Air Force Board, worden voorgezeten door de Secretary of State for Defence.
De Chief of the Defence Staff is het hoofd van de krijgsmacht en het is een functie die uitgevoerd kan worden door een Admiraal, Air Chief Marshal of Generaal.

### Naval Service
De Naval Service bestaat uit de Royal Navy (inclusief de Fleet Air Arm) en de Royal Marines (inclusief de respectievelijke reserves). De Royal Navy heeft momenteel een grootte van 88 schepen, waaronder een vliegdekschip in reserve, bijgestaan door 23 schepen van de civiele Royal Fleet Auxiliary.

#### Royal Navy

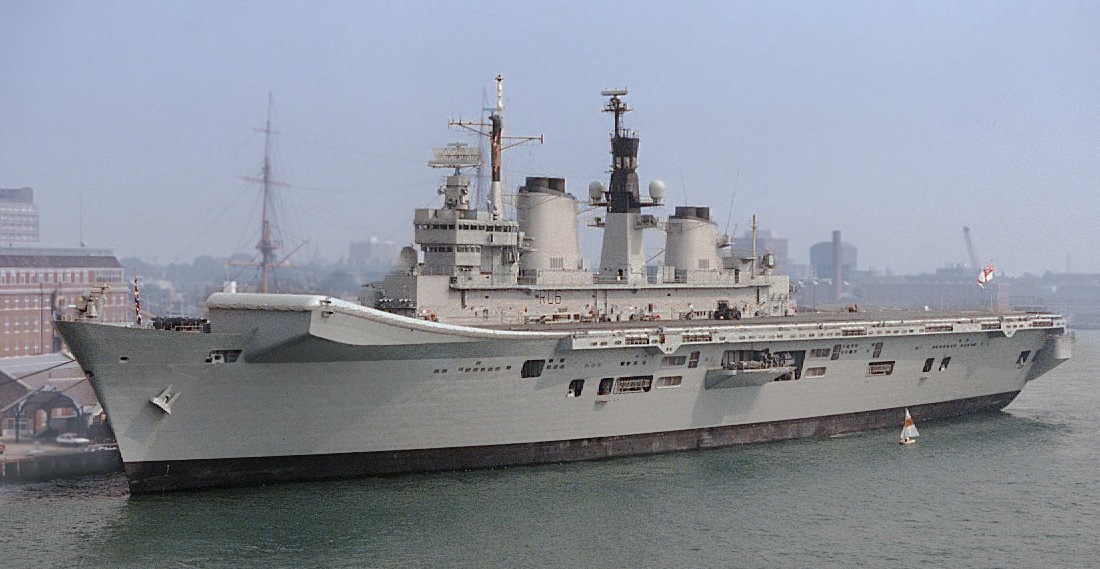
HMS Illustrious, een van de twee actieve vliegdekschepen

Aangeduid als "Senior Service" omdat ze de oudste dienst binnen de Britse krijgsmacht is, bestaat de Royal Navy uit 34.900 man. De Navy is geconstrueerd rondom een enkele vloot, sinds het ontbinden van de Oostelijke Vloot en de Westelijke Vloot in 1971. Het commando van inzetbare onderdelen wordt uitgevoerd door de Commander-in-Chief Fleet, die ook bevoegdheid heeft over de Royal Marines en de Royal Fleet Auxiliary. De personele zaken zijn de verantwoordelijkheid van de Second Sea Lord, een functie die meestal door een viceadmiraal wordt bekleed.
De nucleaire wapens van het Verenigd Koninkrijk worden vervoerd aan boord van de Vanguard-klasse, bestaande uit vier nucleaire ballistische onderzeeërs. De oppervlaktevloot bestaat uit vliegdekschepen, torpedobootjagers, fregatten, amfibische aanvalsschepen, patrouilleboten, mijnenvegers en ondersteunende schepen. Een onderzeebootdienst bestaat al meer dan 100 jaar binnen de Royal Navy. De dienst kende tot begin jaren negentig een gemengde vloot van nucleaire en diesel-elektrische onderzeeërs. Toen werden de diesel-elektrische schepen uitgefaseerd en de gehele vloot wordt nu nucleair aangedreven.

#### Royal Marines
De infanteriecomponent van de Naval Service is het Corps of Royal Marines, dat een sterkte heeft van ongeveer 7.400. Het corps bestaat uit een enkele manoeuvrebrigade en enkele onafhankelijke onderdelen, en is gespecialiseerd in amfibische -, arctische -, en bergoorlogvoering. Binnen de brigade zijn drie toegevoegde legeronderdelen, een infanteriebataljon (vanaf april 2008), een artillerie regiment en een genieregiment. Het Commando Logistic Regiment bestaat uit personeel van de Army, Royal Marines en Royal Navy.

### British Army
De reguliere British Army heeft een sterkte van ongeveer 107.700, terwijl de reservecomponent, de Territorial Army, uit ongeveer 38.500 man bestaat. Naar aanleiding van het rapport uit 2003 ondergaat het Britse Leger een reorganisatie.
Het leger bestaat uit drie TLB's (Top Level Bidget): Verenigd Koninkrijk Land Command, HQ Adjudant-General en HQ North Ireland. De inzetbare gevechtsformaties bestaan uit twee divisies (1st Armoured Division en 3rd Mechanised Division) en acht brigades. Binnen het Verenigd Koninkrijk worden de operationele en niet-uitzendbare eenheden geleid door drie regionaal opgezette divisies (2nd, 4th en 5th) en London District.
De kern van de landmacht wordt gevormd door de 50 bataljons aan infanterie, georganiseerd in 17 regimenten. Het merendeel van de infanterieregimenten bevatten zowel reguliere als reservetroepen. Moderne infanterie heeft diverse mogelijkheden, wat zichtbaar is in de variatie aan taken die dit onderdeel krijgt. Er zijn vier operationele rollen die de infanteriebataljons kunnen uitvoeren: luchtaanval, pantserinfanterie, gemechaniseerde infanterie en lichte infanterie.
Regimenten en bataljons bestaan binnen elk korps van het leger, werkend als administratieve of tactische formaties. Pantserregimenten zijn gelijk aan een infanteriebataljon. Er zijn 11 pantserregimenten binnen het reguliere leger, waarvan er vijf met "pantser" worden aangeduid en vijf als "Formatie verkenning". Het 1st Royal Tank Regiment vormt een unieke component binnen de Joint Chemical, Biological, Radiation and Nuclear Regiment. Met uitzondering van de Household Cavalry, zijn de pantserregimenten en hun Territorial tegenhangers gegroepeerd onder het Royal Armoured Corps. Wapen en ondersteuningseenheden zijn ook gevormd in zulke collectieven, georganiseerd rond een specifieke taak, zoals het Corps of Royal Engineers (Genie), Army Air Corps en Royal Army Medical Corps.

### Royal Air Force

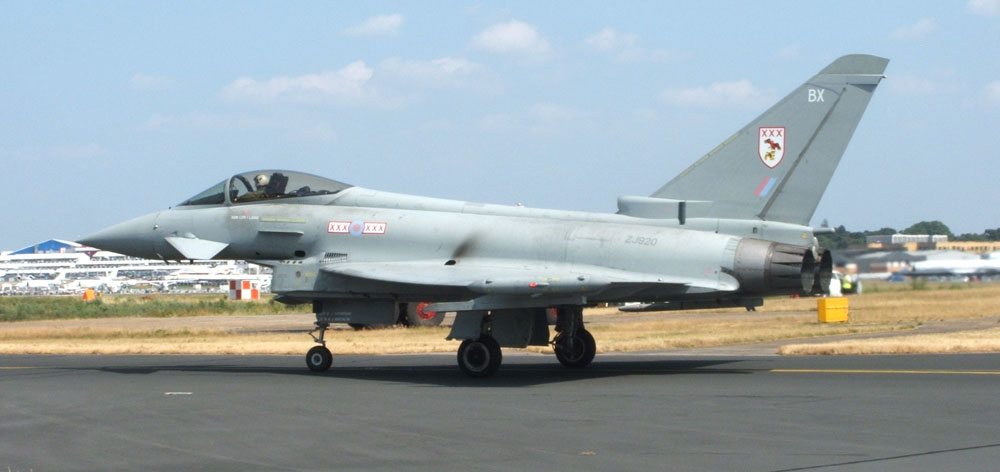
De Typhoon is het belangrijkste gevechtsvliegtuig gebruikt door de Royal Air Force

De Royal Air Force (RAF) heeft een grote operationele vloot van zowel vliegtuigen als helikopters waarmee ze verschillende taken kan uitvoeren. De RAF heeft ongeveer 1.050 vliegtuigen van verschillende typen en ongeveer 48.700 man personeel in april 2006, maar de RAF ondergaat een programma dat uiteindelijk een sterkte van 41.440 man overlaat in april 2008. Vliegtuigen in de frontlinie worden beheerd door Strike Command, die is opgedeeld in twee groepen, gedefinieerd door de functie: 1 Group (Luchtgevechten) en 2 Group (luchtondersteuning). Trainingsvliegtuigen zijn ondergebracht bij 22 Group, een onderdeel van de Personnel and Training Command. Uitzendbare formaties bestaan uit expeditionairy wings en squadrons, de basiseenheid van de RAF. Onafhankelijke flights zijn uitgezonden naar bases in Afghanistan, de Falklandeilanden, Irak en de Verenigde Staten.
De Royal Air Force heeft enkel-rol en multi-inzetbare gevechtsvliegtuigen, verkennings- en patrouillevliegtuigen, transportvliegtuigen, helikopters, onbemande vliegtuigen en verschillende types trainingsvliegtuigen. De RAF heeft ook grondtroepen; de belangrijkste hiervan zijn de RAF Police en het RAF Regiment. Het RAF Regiment functioneert in principe als de grondgevechtseenheid voor de RAF. Het regiment wordt puur ingezet voor de bescherming van RAF-faciliteiten en bestaat uit negen reguliere squadrons, ondersteund door vijf squadrons van de Royal Auxiliary Air Force Regiment. In maart 2008 zullen alle taken van de drie overgebleven "Air Defence" squadrons overgenomen worden door de Royal Artillery van het leger, en zullen de squadrons opgeheven worden.

### Civiele instanties van het MOD
De Britse Strijdkrachten worden ondersteund door civiele instanties, beheerd door de MOD. Hoewel ze civiel zijn, spelen ze een belangrijke rol in de ondersteuning van operaties door de krijgsmacht, en vallen in sommige gevallen onder militaire discipline.

#### Naval Auxiliaries
De MOD beheert twee civiele maritieme instanties die geen onderdeel zijn van de militaire Naval Service:
- Royal Fleet Auxiliary
- Royal Maritime Auxiliary Service

#### Politie
- De MOD Police and Guarding Agency